# 秋田正紀
秋田 正紀（あきた まさき、1958年12月24日 - ）は、日本の経営者。松屋社長、会長を務めた。

## 来歴・人物
山口県出身。1983年に東京大学経済学部を卒業。阪急電鉄での勤務を経て、1991年に松屋に転じ、1999年に取締役に就任し、2001年5月に常務、2005年3月に専務、同年5月に副社長を経て、2007年5月には社長に就任。2023年3月には会長兼取締役会議長に就任。